# Hersilia taita
Hersilia taita är en spindelart som beskrevs av Foord och Ansie S. Dippenaar-Schoeman 2006. Hersilia taita ingår i släktet Hersilia och familjen Hersiliidae.
Artens utbredningsområde är Kenya. Inga underarter finns listade i Catalogue of Life.